# Parada de Rubiales
Parada de Rubiales ist eine westspanische Gemeinde (municipio) in der Provinz Salamanca in der Autonomen Gemeinschaft Kastilien-León. 2024 hatte die Gemeinde 241 Einwohner. 

## Geographie
Parada de Rubiales liegt etwa 29 Kilometer nordöstlich von Salamanca in einer durchschnittlichen Höhe von ca. 845 m. Durch die Gemeinde führt die Autovía A-62.

## Bevölkerungsentwicklung
| Jahr      | 1900 | 1950 | 1970 | 1981 | 1991 | 2001 | 2011 | 2021 |
| Einwohner | 997  | 998  | 710  | 390  | 403  | 339  | 310  | 257  |

## Bauwerke
- Kirche Mariä Himmelfahrt (Iglesia parroquial Nuestra Señora de La Asunción)
- Christuskapelle (Ermita del Santo Cristo del Humilladero)
- Wasserturm
- Park La Alameda

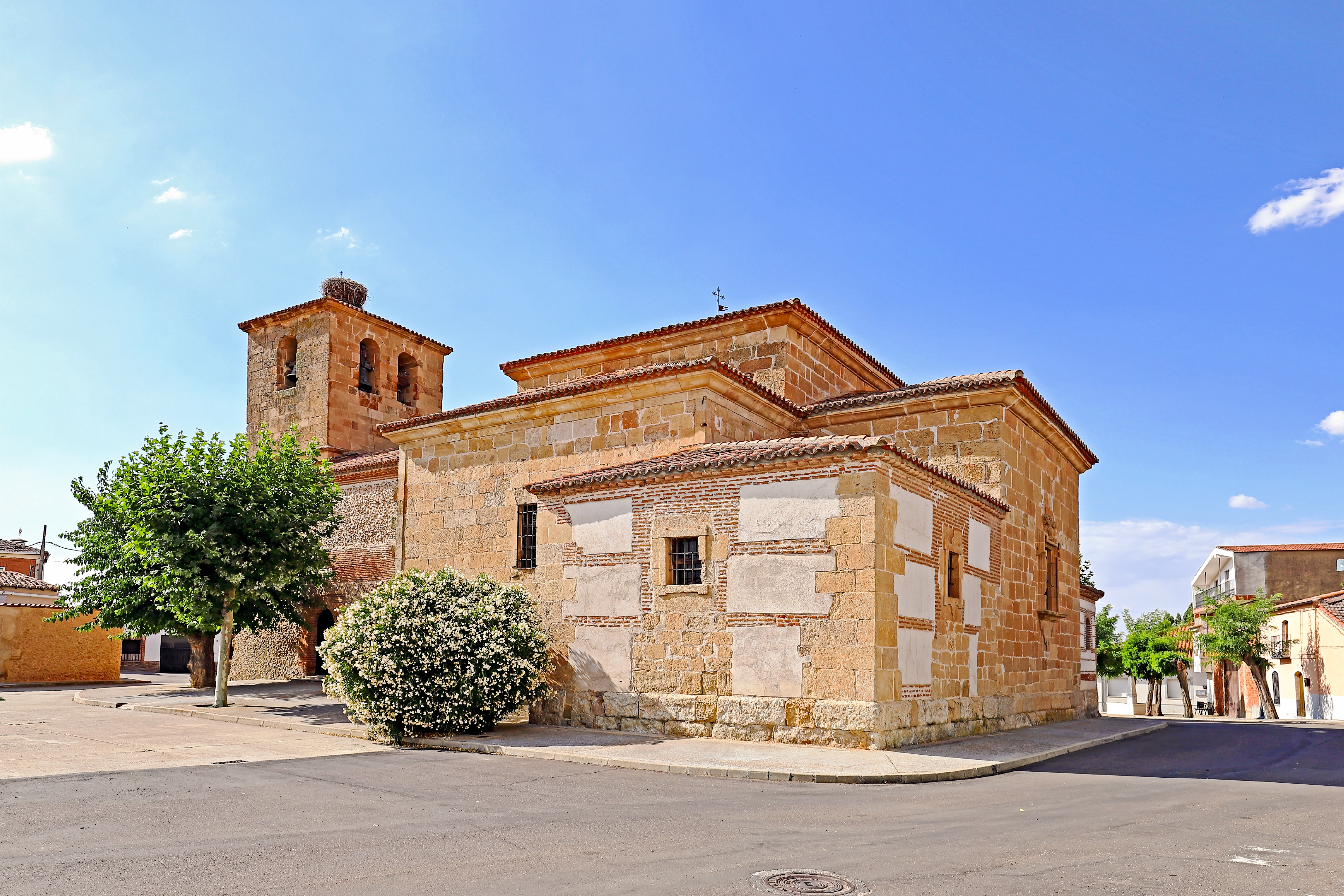
Kirche Mariä Himmelfahrt
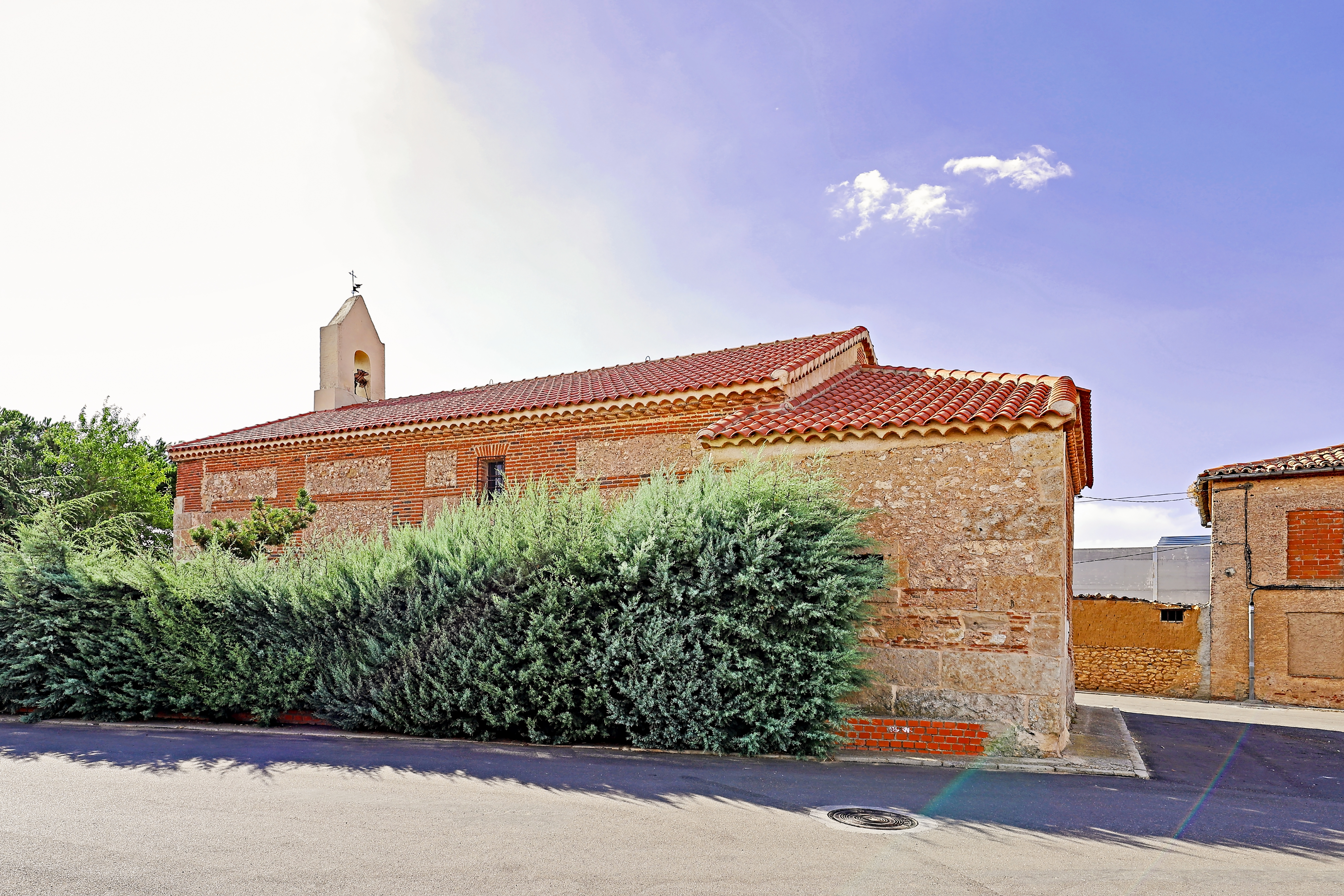
Christuskapelle
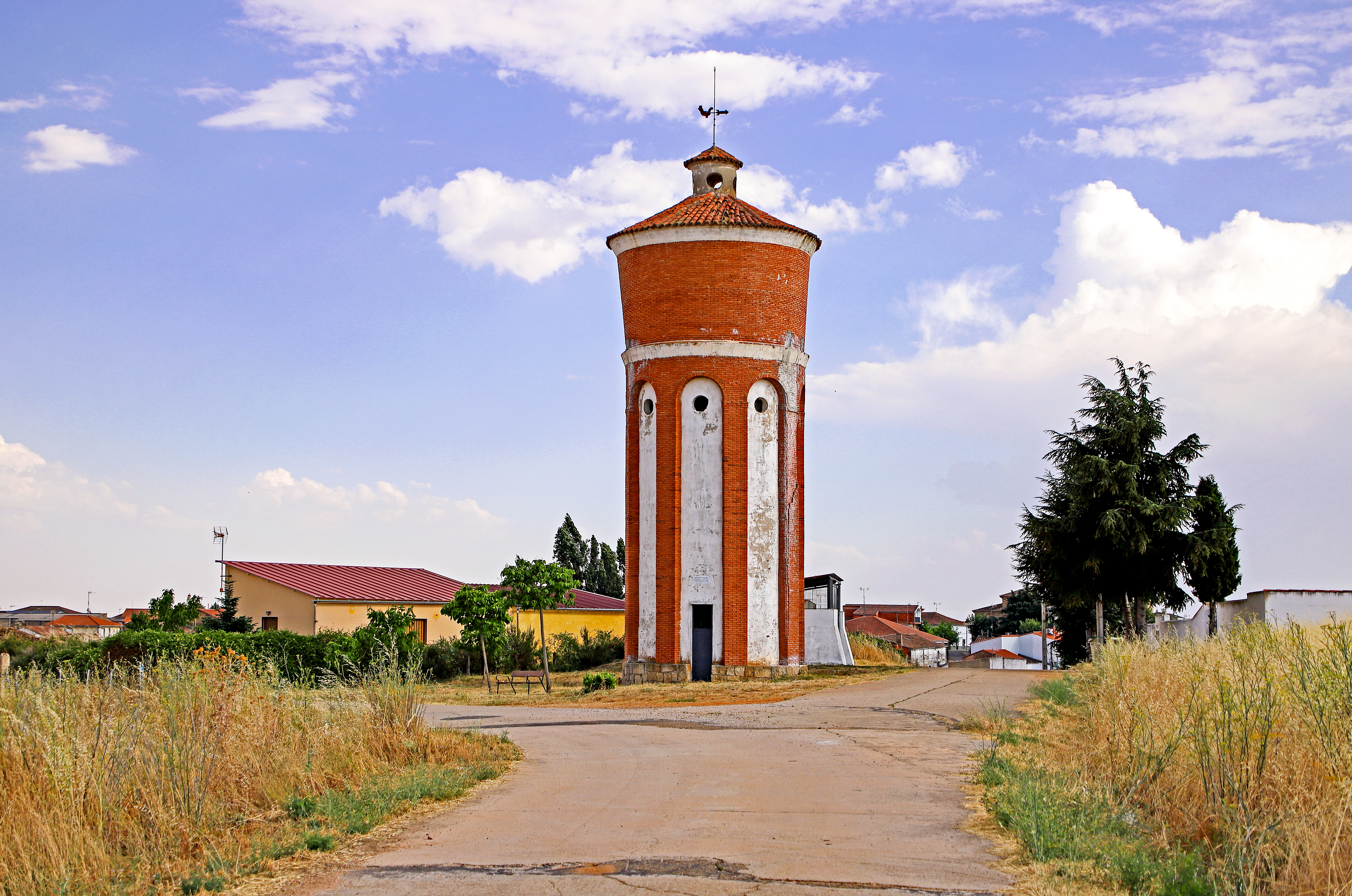
Wasserturm
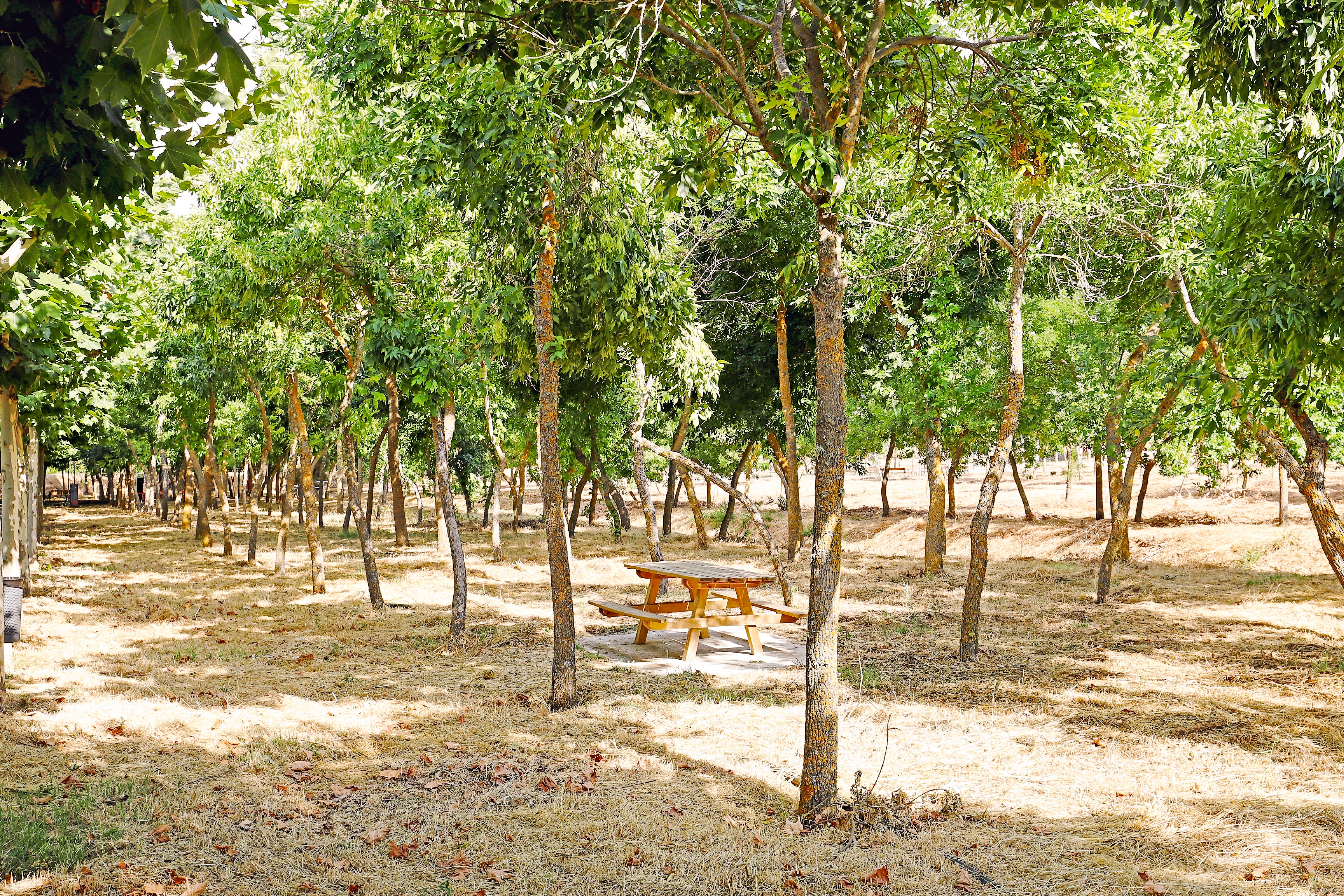
Park La Alameda
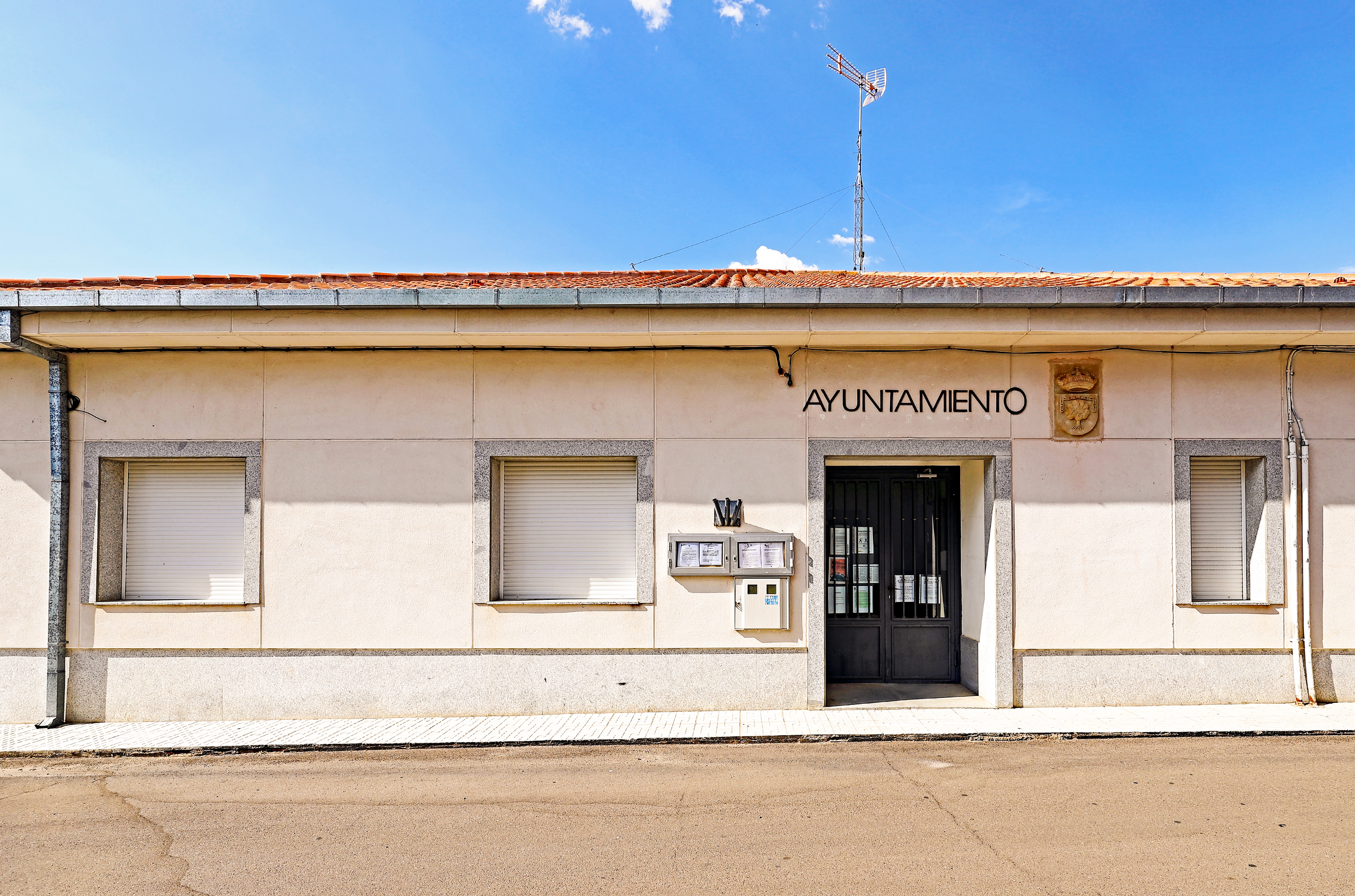
Rathaus